# Vilanova (Eroles)
Vilanova és un indret del terme municipal de Tremp, al Pallars Jussà, dins de l'antic terme de Fígols de Tremp.
Està situat al nord-est d'Eroles, molt a prop. És al davant del poble, en el marge esquerre del barranc de les Pasteroles.